# Svinjski jazavac
Svinjski jazavac (Arctonyx collaris) kopnena je životinja, pripadnik porodice kuna i jedini predstavnik roda Arctonyx unutar potporodice jazavaca. Dostiže duljinu do 70 centimetara, sa srednje dugom smeđom dlakom, zdepastim tijelom, bijelim vratom, dvije crne pruge na izduljenom bijelom licu i ružičastom njuškom nalik svinjskoj.
Svinjskog jazavca pronalazimo u jugoistočnim azijskim tropskim kišnim šumama. Njegov fizički izgled nalikuje onom u europskog jazavca, no manji je, s većim kandžama na prednjim udovima. Njegov rep prekriven je duljim bijelim dlakama, a prednji udovi imaju bijele kandže.
Svinjski je jazavac svejed, te se njegova prehrana sastoji od voća, korijenja i manjih životinja. Svinjski je jazavac noćna životinja.
Čest je primjer kroz svoj širok raspon obitavališta, te je njegov status procijenjen na smanjeni rizik od strane Međunarodnog saveza za očuvanje prirode.

## Drugi projekti
|  | Zajednički poslužitelj ima stranicu o temi Svinjski jazavac |
|  | Wikivrste imaju podatke o taksonu rodu Arctonyx             |